# Рогозно (Яворовский район)
Рогозно (укр. Рогізно) — село в Яворовской городской общине Яворовского района Львовской области Украины.
Население по переписи 2001 года составляло 1529 человек. Занимает площадь 2,78 км². Почтовый индекс — 81043. Телефонный код — 3259.